# Всемирный философский конгресс
Всемирный философский конгресс (ВФК) — крупнейший мировой форум по философии, на котором обсуждаются актуальные философские проблемы современности.
Начиная с 1948 года ВФК проводится каждые 5 лет. Организатор мероприятия — Международная федерация философских обществ (FISP).

## История
Первый международный философский конгресс состоялся в 1900 году в Париже во время Всемирной выставки. Одним из его организаторов был философ Ксавье Леон — основатель Французского философского общества и издатель «Revue de metaphysique et de morale». Среди других инициаторов организации конгресса были французские философы Эмиль Бутру, Анри Бергсон, Луи Кутюра, Э. Леруа. Президентом конгресса был Э. Бутру. Россию представляли А. В. Васильев (вице-президент конгресса), В. Н. Ивановский и Б. Н. Чичерин.
На 12-м конгрессе (сентябрь 1958, Венеция и Падуя, Италия, более 1300 делегатов) впервые присутствовала делегация из СССР в составе 28 человек. Основные темы этого конгресса: «Человек и природа», «Свобода и ценности», «Логика, язык и общение». С докладами выступили: М. Б. Митин, В. С. Молодцов, П. В. Копнин и М. Т. Иовчук.

## Список Всемирных философских конгрессов
1. 1900 — Париж, Франция
2. 1904 — Женева, Швейцария
3. 1908 — Гейдельберг, Германия
4. 1911 — Болонья, Италия
5. 1924 — Неаполь, Италия
6. 1926 — Бостон, США
7. 1930 — Оксфорд, Великобритания
8. 1934 — Прага, Чехословакия
9. 1938 — Париж, Франция
10. 1948 — Амстердам, Нидерланды
11. 1953 — Брюссель, Бельгия
12. 1958 — Венеция, Италия
13. 1963 — Мехико, Мексика
14. 1968 — Вена, Австрия
15. 1973 — Варна, Болгария
16. 1978 — Дюссельдорф, ФРГ
17. 1983 — Монреаль, Канада
18. 1988 — Брайтон, Великобритания
19. 1993 — Москва, Россия
20. 1998 — Бостон, США
21. 2003 — Стамбул, Турция
22. 2008 — Сеул, Республика Корея
23. 2013 — Афины, Греция
24. 2018 — Пекин, Китай
25. 2024 — Рим, Италия